# Scharfenstein (thüringisches Adelsgeschlecht)

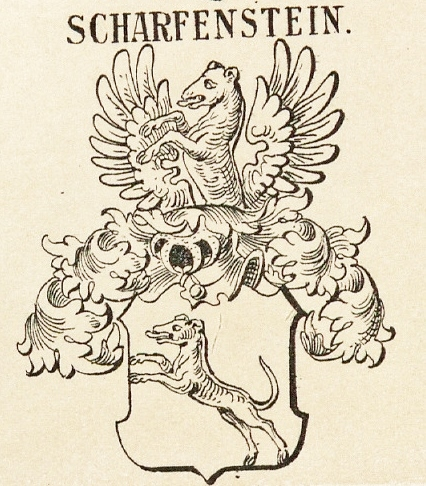
Das Wappen derer von Scharfenstein

Scharfenstein war der Name eines alten Adelsgeschlechts in Thüringen.

## Geschichte

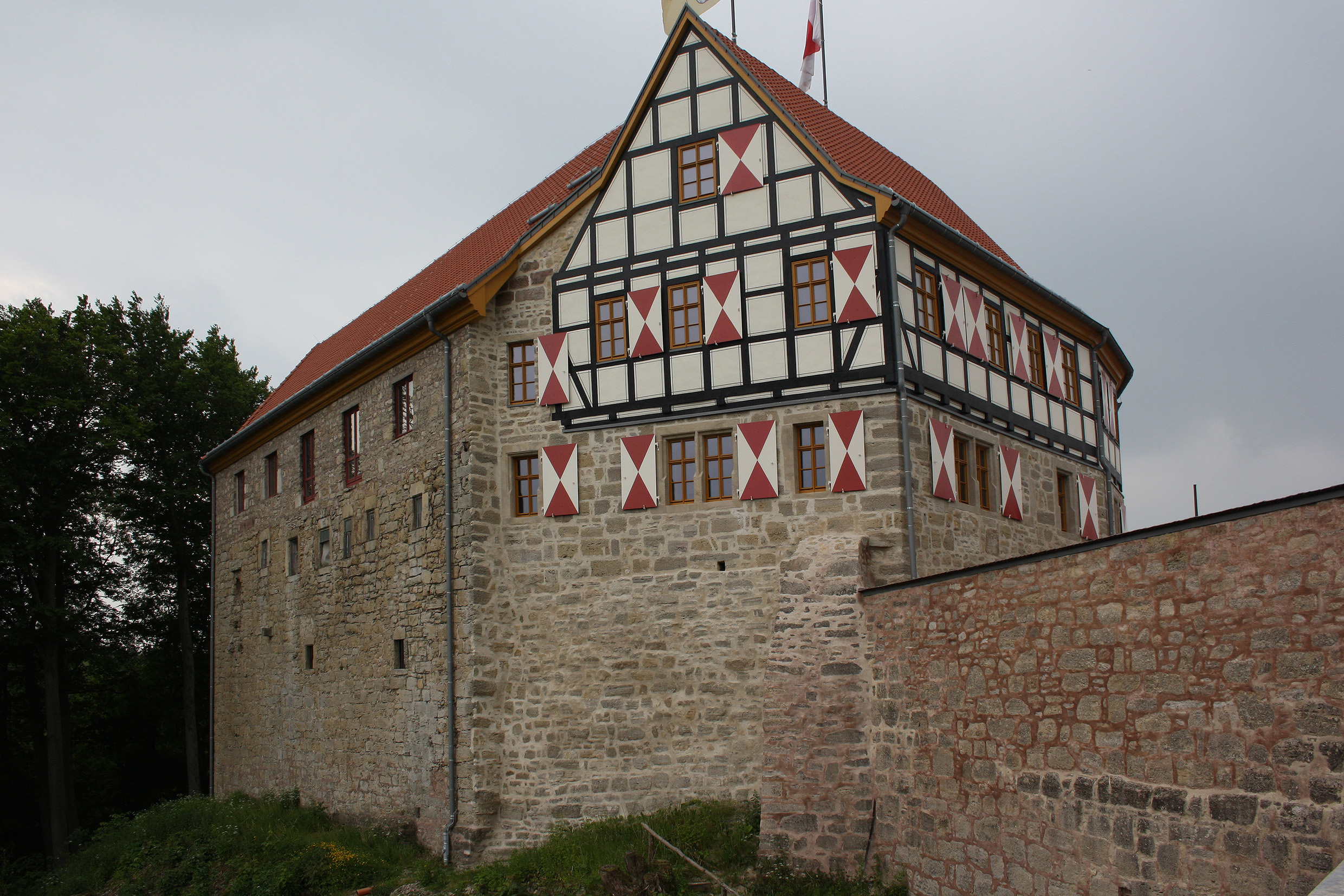
Die Burg Scharfenstein

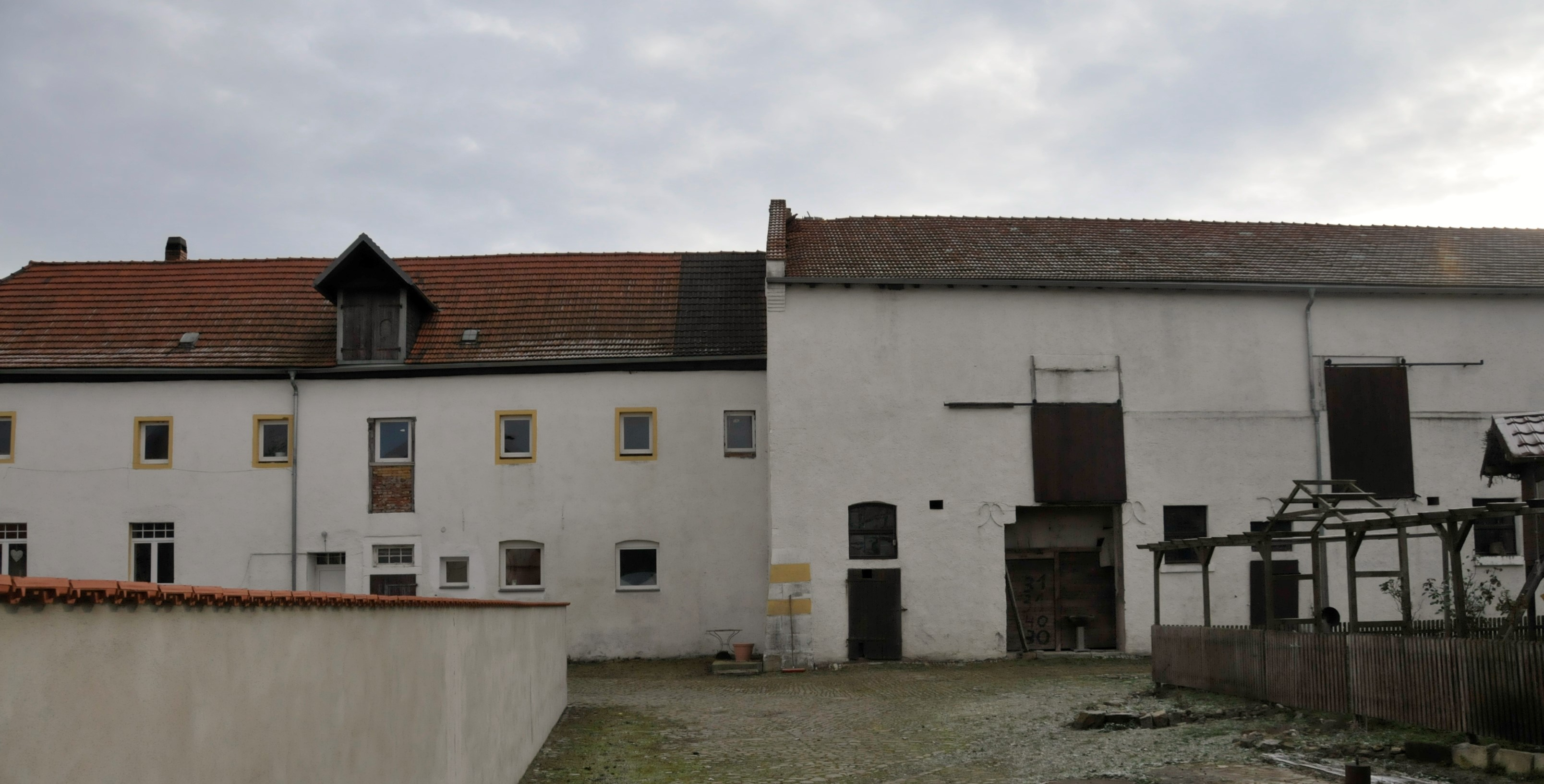
Das Steinerne Haus in Goldbach

Die Scharfenstein waren ein altes Adelsgeschlecht im Eichsfeld und ab dem 14. Jahrhundert in West- und Zentralthüringen nachweisbar. Ihr Stammsitz war die Burg Scharfenstein im Obereichsfeld, nach der sie sich benannten und dort zum Dienstadel der Grafen von Gleichen gehörten. Ob der im Jahr 1161 in einer Urkunde des Naumburger Bischofs Udo genannt Godehardus der hiesigen Burg zugeordnet werden kann, ist nicht sicher belegt. Im 13. Jahrhundert wurden einige Angehörige derer von Scharfenstein im Eichsfeld als Zeugen und Burgmänner schriftlich erwähnt.
Nachdem die Grafen von Gleichen die Burg Scharfenstein 1294 an den Mainzer Erzbischof Gerhard II. von Eppstein verkauften, verließen vermutlich auch die von Scharfenstein die Burg. Ab dem 14. bis ins 17. Jahrhundert sind im Raum Erfurt, Gotha und Werra Angehörige derer von Scharfenstein nachweisbar, wo sie auch als Lehnsleute der Grafen von Gleichen agierten. Begütert waren sie in Hochheim, Schwabhausen, Goldbach, der Stadt Erfurt und weiteren Orten, in Goldbach hatten sie ihr Erbbegräbnis. Im Jahr 1692 erlischt mit Hans von Scharfenstein das Adelsgeschlecht, 1730 wird aber nochmals mit Sophia Elisabeth von Scharfenstein ein weibliches Familienmitglied erwähnt. Die Güter fielen nach dem Tode dem Herzog von Gotha zu, das herzogliche Kammergut hieß noch lange Zeit das „Scharfensteinische“. In Goldbach befindet sich noch heute das „Steinerne Haus“ als ehemaliger Wohnsitz der Familie und in Ballstädt ein ehemaliges Rittergut.

## Vertreter
Folgende Vertreter sind im Zusammenhang mit der Burg Scharfenstein in Urkunden erwähnt (es ist möglich, das auch Vertreter anderer Adelsfamilien sich nach der Burg Scharfenstein benannt haben):
- Dietrich Böhme von Scharfenstein (1209), in zwei Urkunden des Mainzer Erzbischofs Gerhard ausgestellt auf dem Rusteberg
- die Brüder Amelung, Gothard und Wiker von Scharfenstein (1221) (in einer Urkunde des Mainzer Erzbischofs Siegfried II. für das Kloster Beuren)[3][4]
- Kunemund von Scharfenstein (1268, 1272), Burgmann
- Nikolaus von Scharphenstein (1287), Burgmann
- Otto und Friedrich (1273 und 1294), Brüder als Zeugen[5][6] Otto 1253 als Vogt
- Conrat von Scharpfenstein (1390), verheiratet mit Getze von Vilbel[7]

Vertreter in Thüringen waren:
- Heinrich 1366 zu Schwabhausen
- Kersten (1386) zu Schwabhausen
- Anna (1404), Äbtissin im Kreuzkloster Gotha
- Caspar (1429) in Ballenstedt
- Heinrich, Johann und Kersten (1463), gräflich Gleichensche Lehnsleute zu Goldbach
- Hans (1516)
- Joachim (1533)
- Stolanus (1536)[11]

## Wappen
Das Wappen zeigt einen springenden Hund mit und ohne Halsband.